# نعمان (المحويت)

تعديل مصدري - تعديل

نعمان هي إحدى قرى عزلة الوسط بمديرية المحويت التابعة لمحافظة المحويت، بلغ تعداد سكانها 255 نسمة حسب تعداد اليمن لعام 2004.